# Glossoloma
Glossoloma, biljni rod iz porodice gesnerijevki smješten u podtribus Columneinae, dio tribusa Gesnerieae.. Pripadaju mu 30 vrsta.

## Etimologija
Ime roda sastoji se od grčkog γλωσσα, glōssa = jezik i λωμα, Lōma = (granica, rub), ud, aludirajući na jeziku nalik nepodijeljenu donju usnu corole (vjenčića).

## Opis
Vrste glossoloma su kopnene (rijetko epifitne) biljke, koje rastu u vlažnim šumama, uglavnom na većim nadmorskoj visini. Raširene su od Meksika kroz Srednju Ameriku do u sjeverozapadnu Južnu Ameriku. Zasnovan prvenstveno na molekularnim podacima, rod Glossoloma je nedavno uspostavio J. L. Clark za brojne vrste koje su se do sada odnosile na Alloplectus Mart. Najviša značajka roda je resupinacija (naopaka orijentacija) cvijeća. Ostale karakteristike uključuju terestrijalni habit, ± izofilno lišće, uzdužna dehiscencija prašnika i mesnate kapsule. Rod je povezan s aloplectus, Crantzia, Drymonia i Columnea.   Broj kromosoma: 2n = 18..

## Vrste
1. Glossoloma altescandens (Mansf.) J.L.Clark
2. Glossoloma anomalum J.L.Clark
3. Glossoloma baguense (L.E.Skog) J.L.Clark
4. Glossoloma bicolor (Kunth) J.L.Clark
5. Glossoloma bolivianum (Britton ex Rusby) J.L.Clark
6. Glossoloma carpishense (J.L.Clark & I.Salinas) J.L.Clark
7. Glossoloma chrysanthum (Planch. & Linden) J.L.Clark
8. Glossoloma cucullatum (C.V.Montin) J.L.Clark
9. Glossoloma grandicalyx (J.L.Clark & L.E.Skog) J.L.Clark
10. Glossoloma harlequinoides J.L.Clark
11. Glossoloma herthae (Mansf.) J.L.Clark
12. Glossoloma ichthyoderma (Hanst.) J.L.Clark
13. Glossoloma magenticristatum J.L.Clark, D.Hoyos & Clavijo
14. Glossoloma martinianum (J.F.Sm.) J.L.Clark
15. Glossoloma medusaeum (L.E.Skog) J.L.Clark
16. Glossoloma oblongicalyx (J.L.Clark & L.E.Skog) J.L.Clark
17. Glossoloma panamense (C.V.Morton) J.L.Clark
18. Glossoloma pedunculatum J.L.Clark
19. Glossoloma penduliflorum (M.Freiberg) J.L.Clark
20. Glossoloma purpureum (L.P.Kvist & L.E.Skog) J.L.Clark
21. Glossoloma pycnosuzygium (Donn.Sm.) J.L.Clark
22. Glossoloma scandens J.L.Clark
23. Glossoloma schultzei (Mansf.) J.L.Clark
24. Glossoloma serpens (J.L.Clark & L.E.Skog) J.L.Clark
25. Glossoloma sprucei (Kuntze) J.L.Clark
26. Glossoloma subglabrum J.L.Clark
27. Glossoloma tetragonoides (Mansf.) J.L.Clark
28. Glossoloma tetragonum Hanst.
29. Glossoloma velutinum J.L.Clark & Rodas
30. Glossoloma wiehleri J.L.Clark & Tobar